# Lloyd Arabella

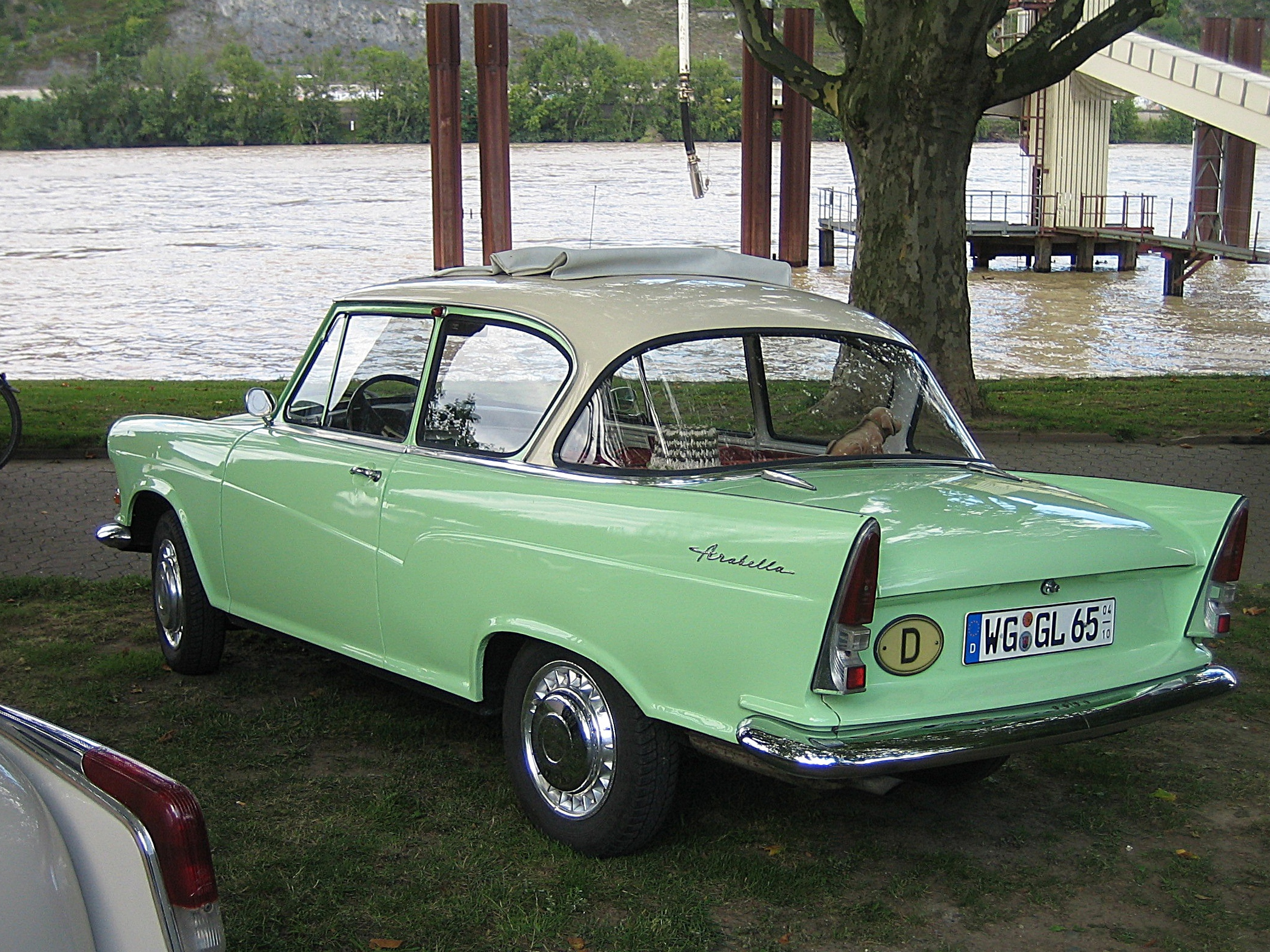
Hinten Panoramascheibe

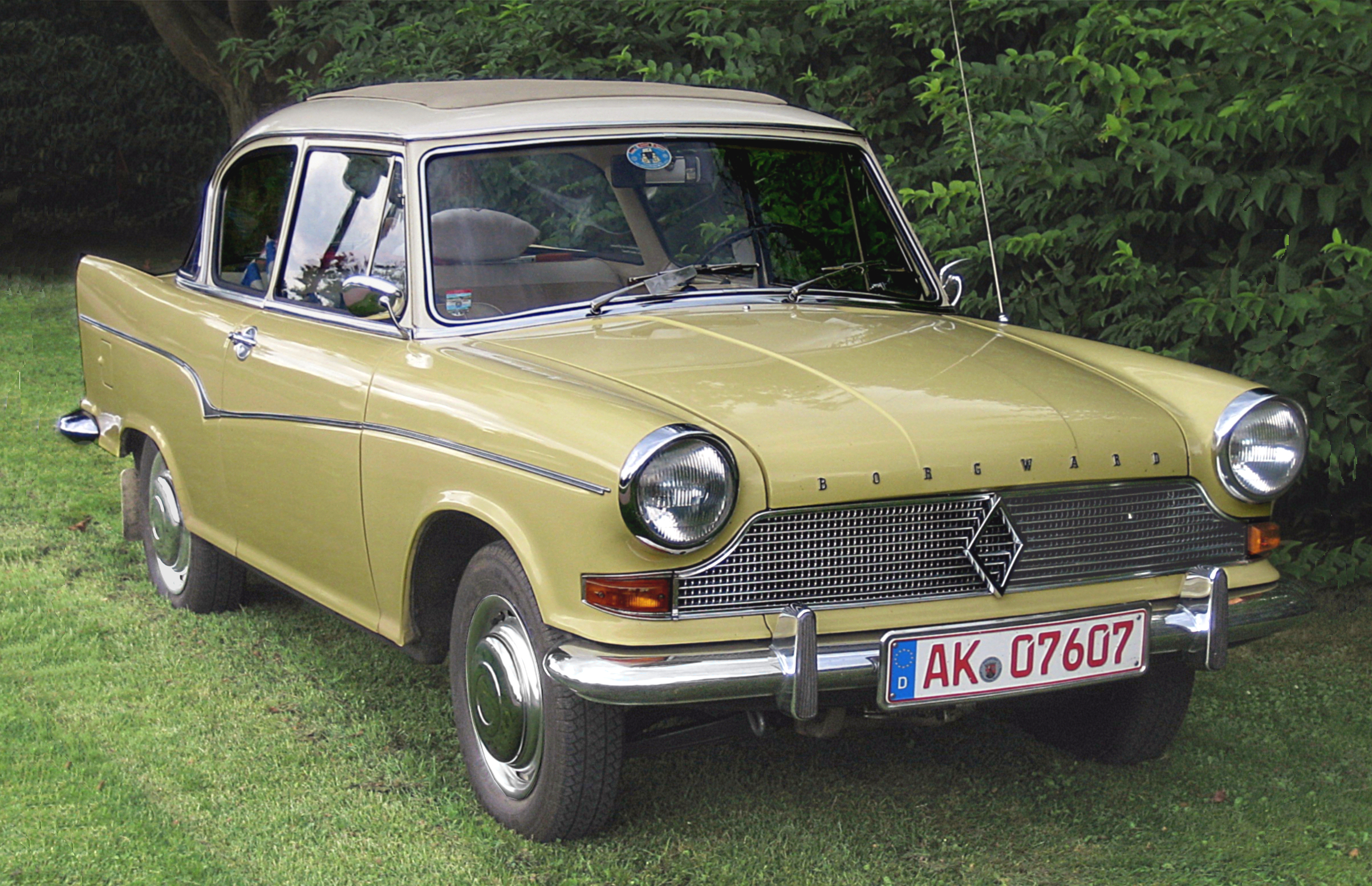
Borgward Arabella de Luxe

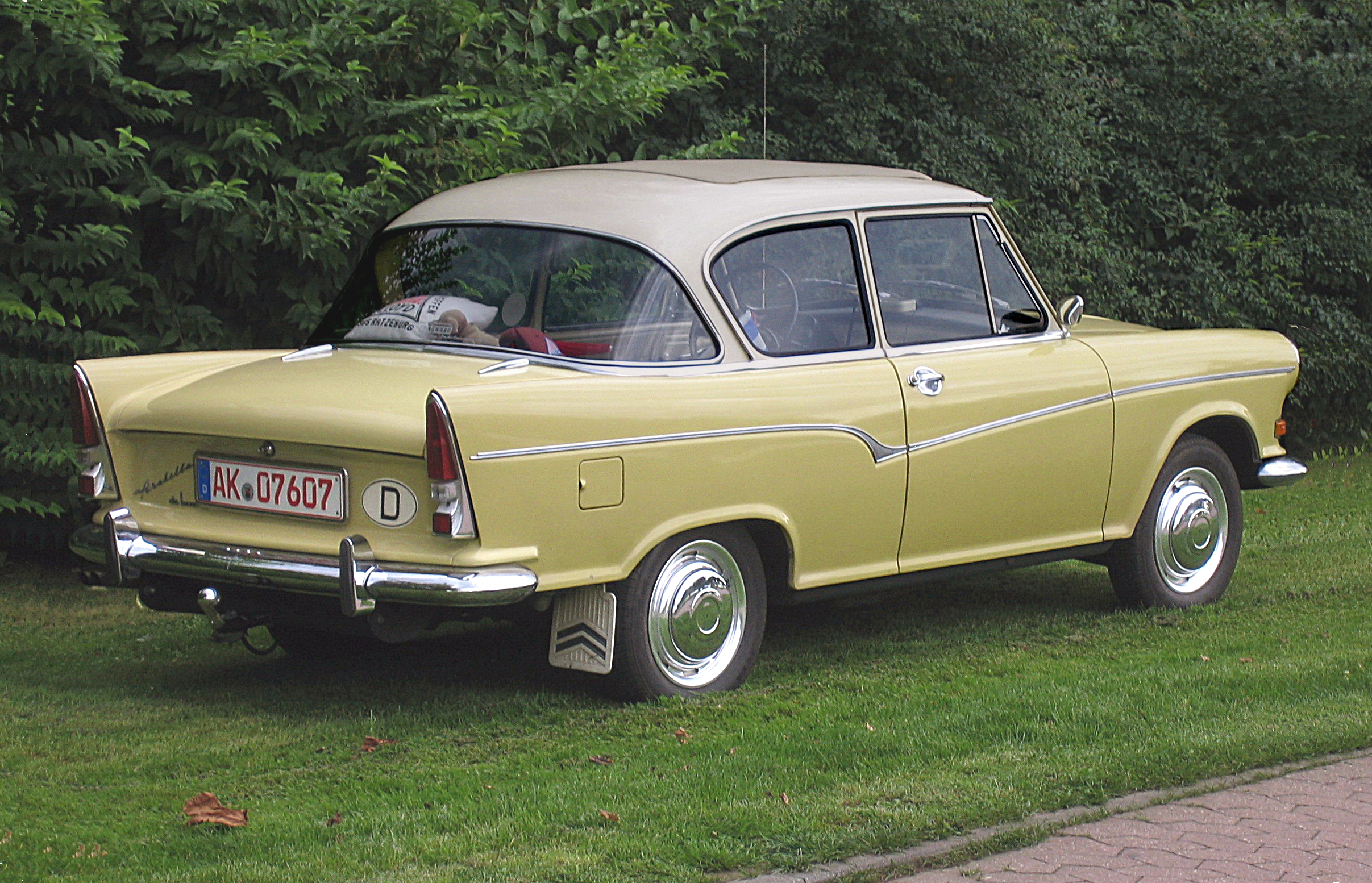
Arabelle-de-Luxe-Schriftzug am Heck

Der Lloyd Arabella, mit besserer Ausstattung Borgward Arabella, war ein Wagen der unteren Mittelklasse, den die zur Borgwardgruppe gehörende Lloyd Motorenwerke G.m.b.H. Bremen von 1959 bis 1963 baute. Er war das erste (und einzige) Auto der 1949 gegründeten Lloyd Maschinenfabrik bzw. Lloyd Motorenwerke mit einem Vierzylindermotor und sollte den Hersteller über die Kleinwagenklasse hinausführen.

## Fahrwerk und Karosserie
Die Arabella war ein völlig neues Fahrzeug, bei dem nur wenig an die immer wieder verbesserten und aufgewerteten LP-Modelle  erinnerte. Die Konstruktionsabteilung  entwickelte es in nur 23 Monaten.  Wie der Lloyd Alexander hatte der Lloyd Arabella einen Zentralrohrrahmen mit Querträgern.
Die Vorderräder waren an Doppelquerlenkern mit Schraubenfedern und Teleskopstoßdämpfern aufgehängt, die Hinterräder an dreiecksförmigen gezogenen Schwingen mit Schraubenfedern, Teleskopstoßdämpfern und Stabilisator. In Zeichnungen mancher Quellen ist die Hinterradaufhängung als Schräglenkerachse zu erkennen. Als fortschrittlich galten die schlauchlosen Reifen auf 13-Zoll-Stahlscheibenrädern sowie die Bremsanlage mit vier hydraulisch betätigten Trommelbremsen. Die Bremstrommeln sind aus Leichtmetall und haben einen Durchmesser 200 mm vorn und hinten, die Bremsfläche ist 656 cm². Die Zahnstangenlenkung mit geteilter Spurstange erforderte 3,36 Lenkradumdrehungen von Anschlag zu Anschlag bei einem Wendekreisdurchmesser von 9,90 Metern.
In einer den Geschmack der Zeit treffenden übersichtlichen Ganzstahlkarosserie mit Panoramaheckscheibe und Heckflossen bot die Arabella Platz für vier Personen, allerdings mit einer relativ geringen Kopffreiheit über den Rücksitzen. Bezüglich passiver Sicherheit wurden in der Werbung das Zweispeichenlenkrad mit tiefliegender Nabe, abgerundete Türgriffe und eine Arretierung der Vordersitzlehnen gegen unerwünschtes Vorklappen besonders hervorgehoben. Kopfstützen und Sicherheitsgurte gab es noch nicht, aber eine gepolsterte Armaturentafel und Dachkante im Innenraum. Dies war damals wie auch die anderen genannten Merkmale in dieser Fahrzeugklasse noch nicht üblich.  Das Reserverad war von außen zugänglich unter dem Kofferraum untergebracht; die Verriegelung wurde von innen gelöst.

## Motor und Getriebe
Ursprünglich war geplant, die Arabella mit der für Lloyd typischen Frontantriebseinheit aus quer eingebautem, luftgekühltem Zweizylindermotor und daneben liegendem Getriebe auszustatten. Der etwas leistungsgesteigerte Motor des Lloyd Alexander TS und dessen Getriebe erwiesen sich jedoch bei Probefahrten mit dem bereits fertigen Fahrwerk als ungeeignet. Um einen Motor zu verwirklichen, der in den vorgegebenen Raum vor der Achse passte, wurde ein Vierzylinder-Boxermotor mit Wasserkühlung konstruiert, der sehr kurz baute, unter anderem dadurch, dass der Kühlerventilator über der linken Zylinderbank angebracht war. Auch das Getriebe der längs eingebauten Frontantriebseinheit mit vor der Vorderachse liegendem Motor musste – an den Längseinbau angepasst – neu konstruiert werden. Auf Wunsch war der Wagen mit der automatischen Kupplung Saxomat erhältlich.

## Erweiterung der Modellpalette
Das Modell „Arabella de Luxe“ trug den Schriftzug „Borgward“ (statt „Lloyd“) auf der Motorhaube und den Borgward-Rhombus im Kühlergrill. Als dritte Version kam noch eine billigere mit schlichter Ausstattung und einem auf 34 PS (25 kW) gedrosselten Motor hinzu, die für 4.985 DM angeboten wurde. Das auf der IAA 1959 vorgestellte Arabella-Coupé ging nicht in Serie; es blieb bei den zwei Ausstellungsstücken.

## Ende der Produktion
Bis Juli 1961 wurden bei Lloyd insgesamt 45.549 Autos vom Typ „Arabella“ gebaut und nach dem Zusammenbruch der Borgwardgruppe bis 1963 noch 1493, insgesamt also 47.042 Stück. Dass die Arabella keinen größeren Verkaufserfolg erzielte, mag auf Kinderkrankheiten zu Produktionsbeginn zurückzuführen sein, die zu teuren Rückrufaktionen und schweren Imageschäden führten. Es kam anfangs zu zahlreichen Getriebeschäden, außerdem gelangte bei Regen Wasser in den Innenraum. (Deshalb wurde die Arabella vom Volksmund spöttisch „Aquabella“ genannt.)

## Technische Daten
| Fahrzeugtyp               | Lloyd Arabella (1959–1963)                                           | Borgward Arabella de Luxe (1960–1963)                                |                                                                      |
| ------------------------- | -------------------------------------------------------------------- | -------------------------------------------------------------------- | -------------------------------------------------------------------- |
| Motor                     | 4-Zylinder-Viertakt-Boxer (vor der Vorderachse)                      | 4-Zylinder-Viertakt-Boxer (vor der Vorderachse)                      |                                                                      |
| Hubraum                   | 897 cm³                                                              | 897 cm³                                                              |                                                                      |
| Bohrung × Hub             | 69 × 60 mm                                                           | 69 × 60 mm                                                           |                                                                      |
| Leistung bei 1/min        | 38 PS (28 kW) bei 4800                                               | 45 PS (33 kW) bei 5300                                               |                                                                      |
| Max. Drehmoment bei 1/min | 61 Nm bei 2500                                                       | 65 Nm bei 3500                                                       |                                                                      |
| Verdichtung               | 7,5 : 1                                                              | 9 : 1                                                                |                                                                      |
| Ventilsteuerung           | Stoßstangen und Kipphebel, zentrale Nockenwelle                      | Stoßstangen und Kipphebel, zentrale Nockenwelle                      |                                                                      |
| Kühlung                   | Wasserkühlung (Druckkühler mit Nebenschlussthermostat)               | Wasserkühlung (Druckkühler mit Nebenschlussthermostat)               | Wasserkühlung (Druckkühler mit Nebenschlussthermostat)               |
| Getriebe                  | vollsynchronisiertes 4-Gang-Getriebe, Lenkradschaltung; Frontantrieb | vollsynchronisiertes 4-Gang-Getriebe, Lenkradschaltung; Frontantrieb | vollsynchronisiertes 4-Gang-Getriebe, Lenkradschaltung; Frontantrieb |
| Radaufhängung vorn        | Doppelquerlenker                                                     | Doppelquerlenker                                                     | Doppelquerlenker                                                     |
| Radaufhängung hinten      | gezogene Längslenker                                                 | gezogene Längslenker                                                 | gezogene Längslenker                                                 |
| Federung                  | Schraubenfedern (hinten mit Stabilisator)                            | Schraubenfedern (hinten mit Stabilisator)                            | Schraubenfedern (hinten mit Stabilisator)                            |
| Karosserie                | Ganzstahlkarosserie mit Zentralrohrrahmen und Querträgern            | Ganzstahlkarosserie mit Zentralrohrrahmen und Querträgern            | Ganzstahlkarosserie mit Zentralrohrrahmen und Querträgern            |
| Spurweite vorn/hinten:    | 1200/1200 mm                                                         | 1200/1200 mm                                                         | 1200/1200 mm                                                         |
| Radstand                  | 2200 mm                                                              | 2200 mm                                                              | 2200 mm                                                              |
| Reifengröße               | 5.20–13″                                                             | 5.20–13″                                                             | 5.20–13″                                                             |
| Maße L × B × H            | 3800 × 1510 × 1395 mm                                                | 3800 × 1510 × 1395 mm                                                | 3800 × 1510 × 1395 mm                                                |
| Leergewicht (ohne Fahrer) | 695 kg                                                               | 695 kg                                                               | 695 kg                                                               |
| Höchstgeschwindigkeit     | 120 km/h                                                             | 133 km/h                                                             |                                                                      |
| Verbrauch auf 100 km      | ca. 7,2 l (Normal)                                                   | ca. 8 l (Super)                                                      |                                                                      |
| Preis (Nov. 1960)         | 5.230,00 DM                                                          | 5.740,00 DM                                                          |                                                                      |